# Ecologische dominantie
Ecologische dominantie is het uitoefenen van een beheersende invloed door een of meerdere soorten op alle andere soorten. Dit overwicht kan tot stand komen door grootte, aantallen, productie en overeenkomst in leefwijze. De gegeven definitie laat zich niet uit over de systemen waarop de dominantie betrekking kan hebben; te denken valt bijvoorbeeld aan habitats of ecosystemen.  
De dominantie van populaties is een aspect van de soortsdiversiteit. Als alle soorten in ongeveer even abundant zijn, in gelijke mate aanwezig zijn, wordt dat als meer divers beschouwd, dan als er een of enkele soorten dominant zijn.
Bij dominantie is de ecologische concurrentie veelal niet meer extern, maar infraspecifiek: binnen de populatie en dus door soortgenoten.
Voor het berekenen van de soortsdiversiteit en de mate van dominantie zijn veel verschillende indices beschikbaar.
Voorbeelden van dominantie:
- een boomsoort in de boomlaag van de vegetatie, waardoor het zonlicht voor de overige vegetatie wordt gefilterd
- een bacterie zoals de Streptococcus salivarius in de menselijke mond
- bepaalde algensoorten bij algenbloei
- mierensoorten als de vuurmier
- ook de mens is ecologisch dominant, vooral sinds deze vuur weet te beheersen.